# 松平頼平
松平 頼平（まつだいら よりひら、安政5年8月15日（1858年9月21日） - 1929年（昭和4年）12月16日）は、日本の華族（子爵）。常陸宍戸藩主松平頼位の三男で、旧陸奥守山藩主家当主松平喜徳の養子となった。幼名は鏸麻呂、初名は頼鏸。子に頼栄、秋雄、道（内藤政光夫人）、樋口行雄、森田静雄。 
1884年（明治17年）6月、華族を対象とした陸軍予備士官学校に入学する。1885年（明治18年）9月、松平喜徳の養子となった。1891年（明治24年）6月、養父喜徳の死去により、家督を相続する。1894年（明治27年）3月28日に頼平と改名した。宮内省御用掛を務めた。1929年、72歳で没した。時代考証や刀剣鑑定に対して深い知識を持っていた。没後は次男の秋雄が家督を継いだ。

## 栄典
- 1896年（明治29年）6月20日 - 従四位[2]
- 1918年（大正7年）7月10日 - 正三位[3]